# Valeri de Saragossa
Valeri o Valeri de Saragossa (segle III-IV) va ser bisbe de Saragossa (segle iv), mestre de Sant Vicent Màrtir i confessor de la fe cristiana. Els documents no en diuen gaires coses, consta que va estar present al primer concili espanyol de què hi ha notícia: el d'Elvira, actual Granada (ca.306). Aureli Climent Prudenci afegeix que el seu diaca era Vicenç, mort a València, i que el va acompanyar a la seua captivitat fins a la ciutat del Túria durant la persecució de Dioclecià. Valeri, però, va salvar la vida. La tradició posterior, més novel·lesca, diu que Sant Valeri era quec i li costava parlar, i que Vicenç era qui parlava per ell; això va fer que, en el tribunal valencià, l'atenció principal s'adrecés al fogós Vicent, que va parlar per ambdós i va pagar amb la vida el seu atrevit discurs.

## Veneració

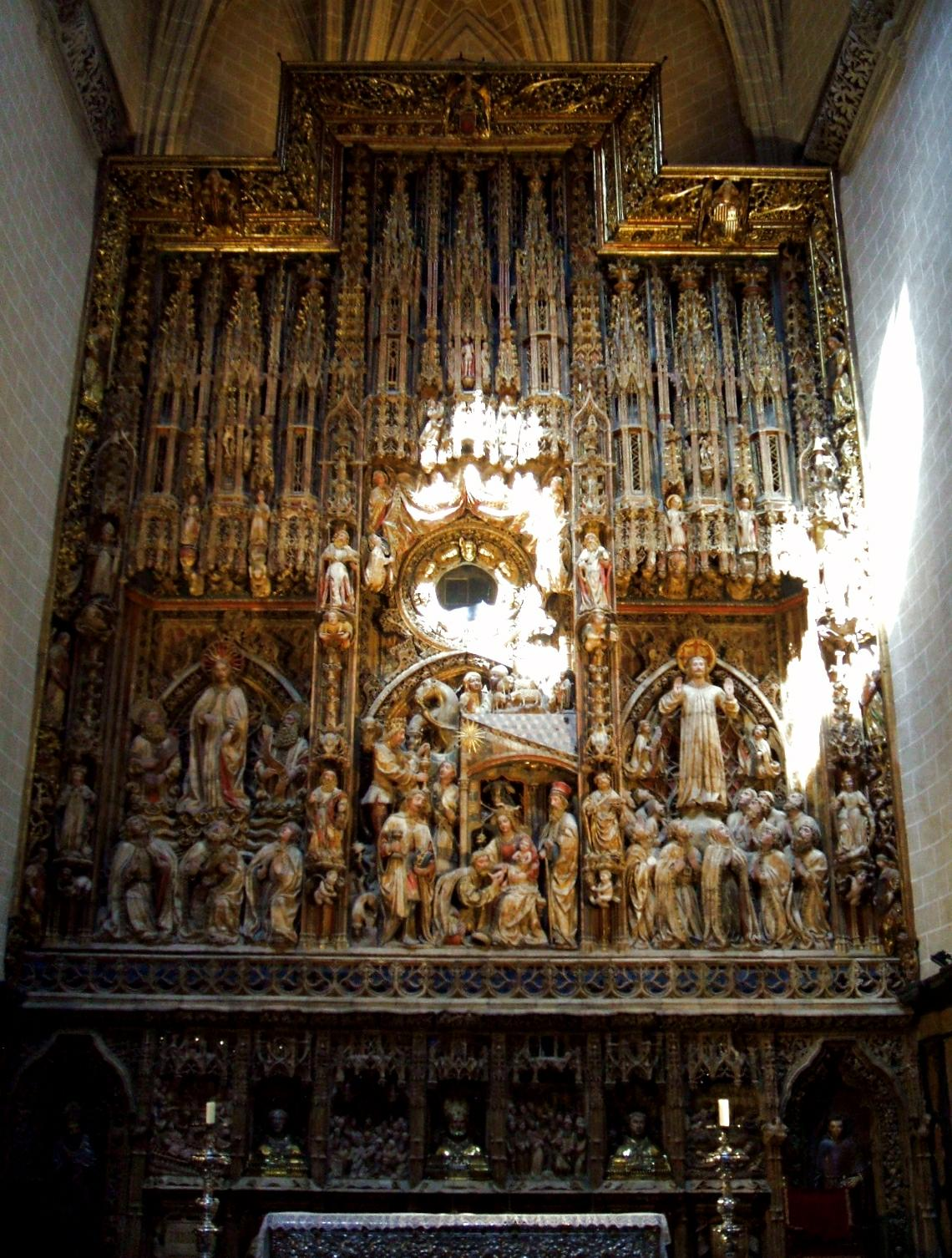
Retaule major de la Seu de Saragossa, s. XV

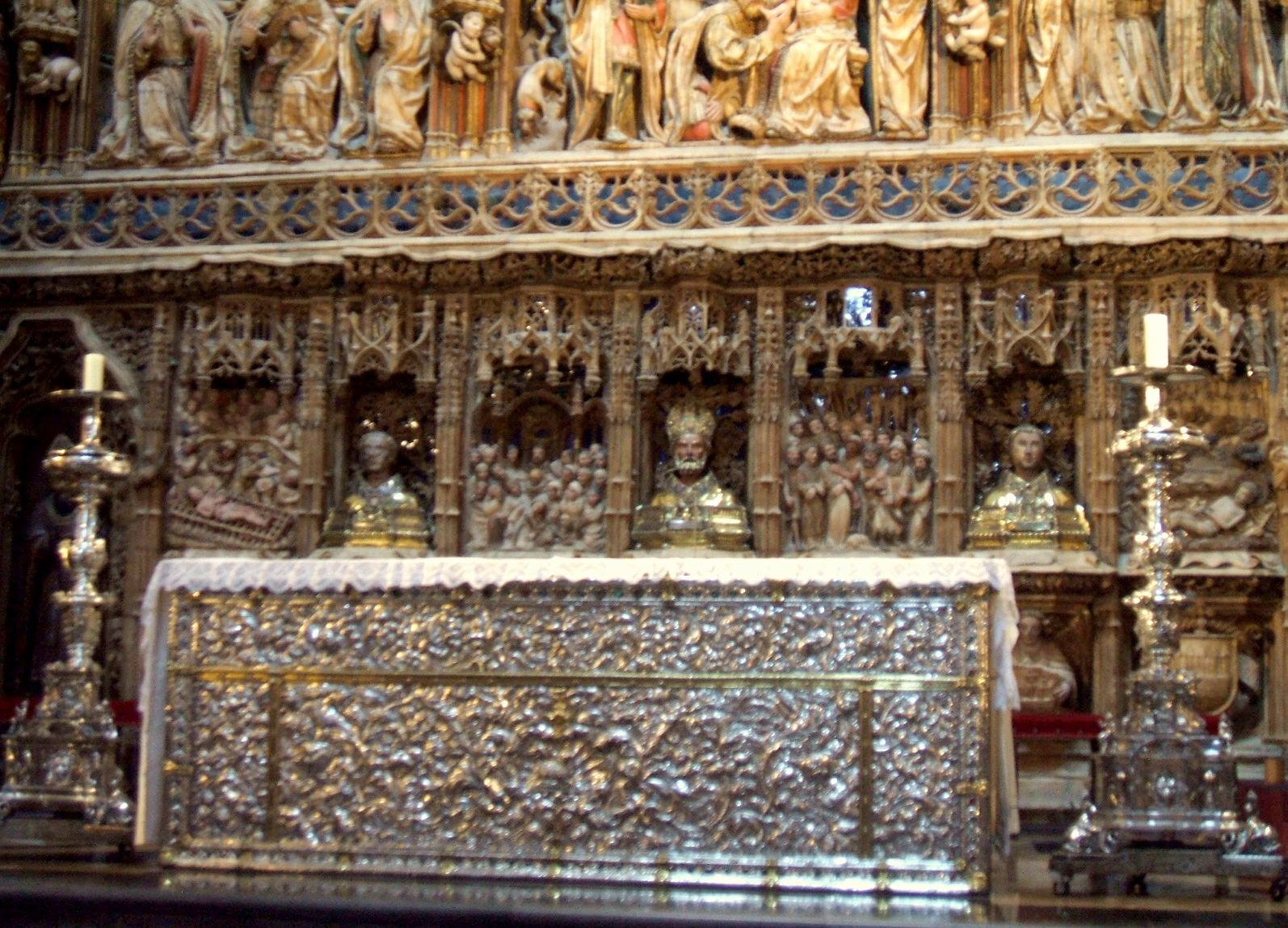
Predel·la de l'altar major de la Seu de Saragossa; al centre, bust-reliquiari amb el crani del sant

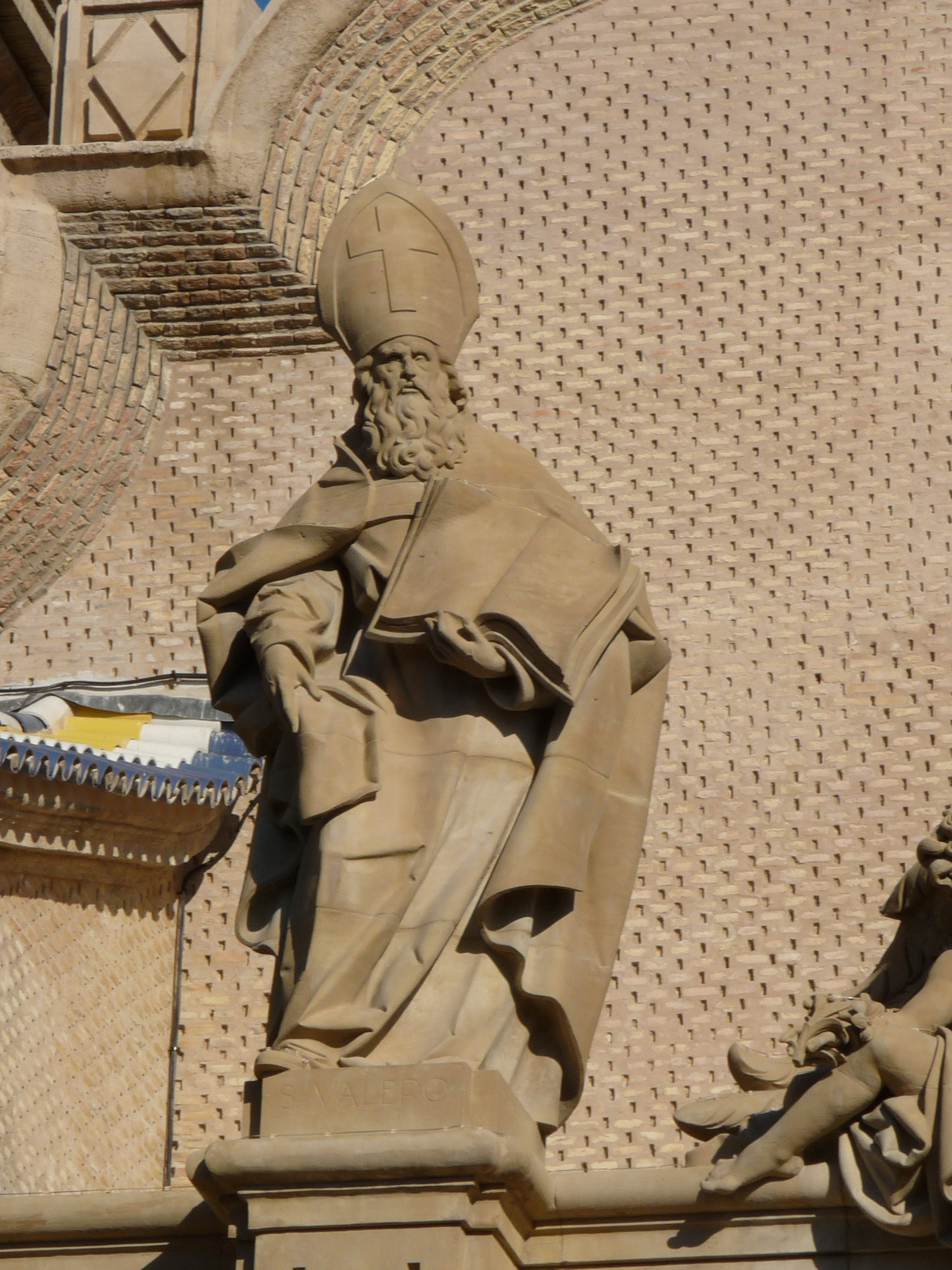
Estàtua al Pilar de Saragossa

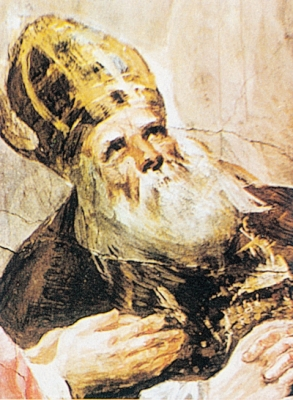
Fresc de Francisco de Goya al Pilar de Saragossa

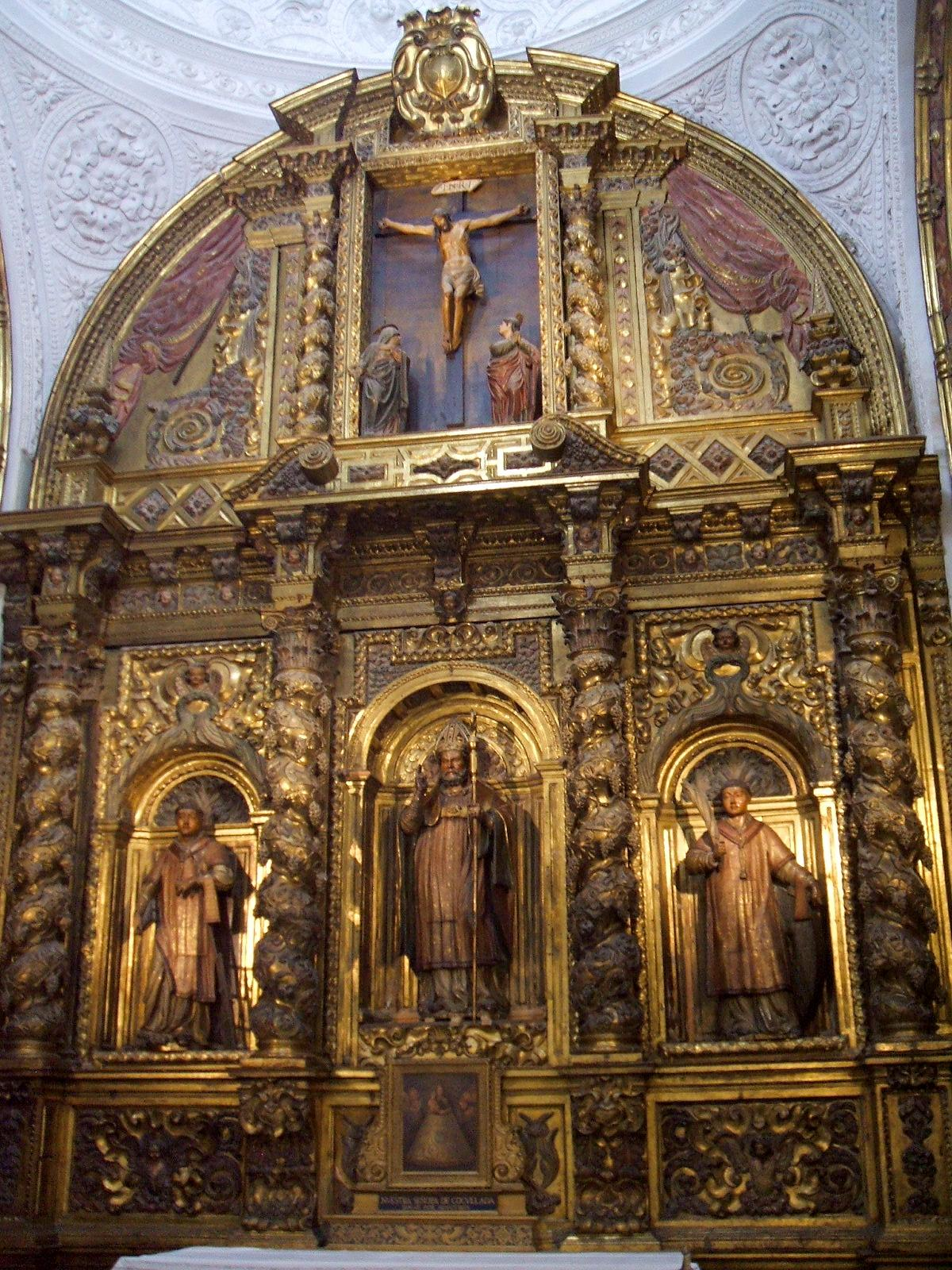
Retaule del sant a la Seu de Saragossa, s. XVII; al centre, talla del sant

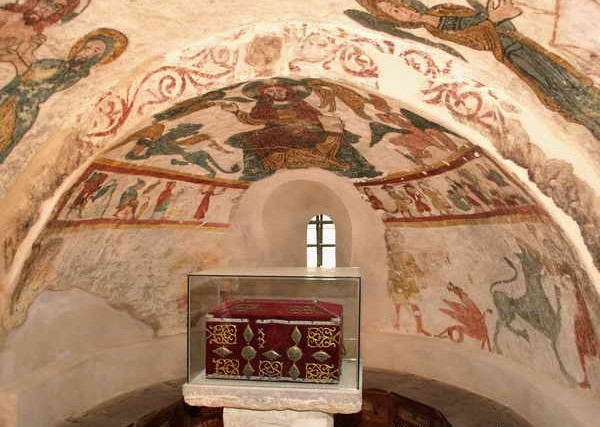
Arqueta de Sant Valeri a l'antiga catedral de Roda d'Isàvena

És el sant patró de la ciutat de Saragossa, en la qual es venera una part de les seues relíquies des del segle xii. La seua festa se celebra el dia 29 de gener i és tradicional la degustació de tortells per eixe motiu.
Després de la invasió musulmana, acabat de néixer el Regne d'Aragó, van arribar notícies que s'havien descobert les seues restes al Pirineu. Es va suposar llavors que el bisbe havia sigut exiliat en aquelles terres. Una altra versió diu que va morir exiliat en Anet (Eure i Loir), a França. El 1050, unes restes que es va creure que eren les del seu cos venerable varen ser portades a la seu episcopal de Roda d'Isàvena, llavors cap eclesial d'Aragó. A la cripta es conserva una arqueta amb aquestes relíquies; l'arqueta original, anomenada Arqueta de Sant Valeri, amb valuosos esmalts romànics de Llemotges, del segle xii, va ser robada l'últim quart del segle XX i només recuperada en part.
Quan les tropes d'Alfons I d'Aragó i de Gastó de Bearn van entrar a Saragossa en 1118, la restauració de la mitra cristiana exigia, quasi, la presència física de les relíquies valerianes. El capítol de Roda va ser generós i va enviar, en successius moments, primer un braç i, més tard, el crani del bisbe confessor (aquest, en 1170, al regnat d'Alfons II d'Aragó). Avui, el crani és a la predel·la de l'altar major de la Seu de Saragossa.